# Manoir de la Meriais
Le manoir de la Meriais est un édifice de la commune de Vitré, dans le département d’Ille-et-Vilaine en région Bretagne.

## Localisation
Il se trouve à l'est du département et au sud du centre-ville de Vitré. Il se situe à l’angle de la rue de la Meriais et de la rue Pierre Lemaître, en face de la gare de Vitré. Il fait partie du collège Sainte-Marie.

## Historique
Le manoir date du XIVe siècle. 
Les anciennes étuves de la reine Anne ont été transportées en 1958 par un antiquaire du château de Guémené-sur-Scorff dans le Morbihan dans le parc du manoir,. Par mesure de protection, elles sont inscrites au titre des monuments historiques le 25 janvier 1929,,. En 2002, elles reviennent à Guémené dans l'espace muséal des Bains de la reine.